# ダブリン・ライターズ・ミュージアム
ダブリン・ライターズ・ミュージアム (英語: Dublin Writers Museum) は、アイルランドのダブリン、パーネル・スクエアにかつて存在した文学館である。1991年に開館した。アイルランド出身の作家の著作の初版や手稿類、遺品などを収蔵・展示していた。ダブリンの観光名所のひとつであり、「魅力的な遺物でいっぱいのアイコニックな場所」と評されていた。2022年に閉館した。

## 来歴

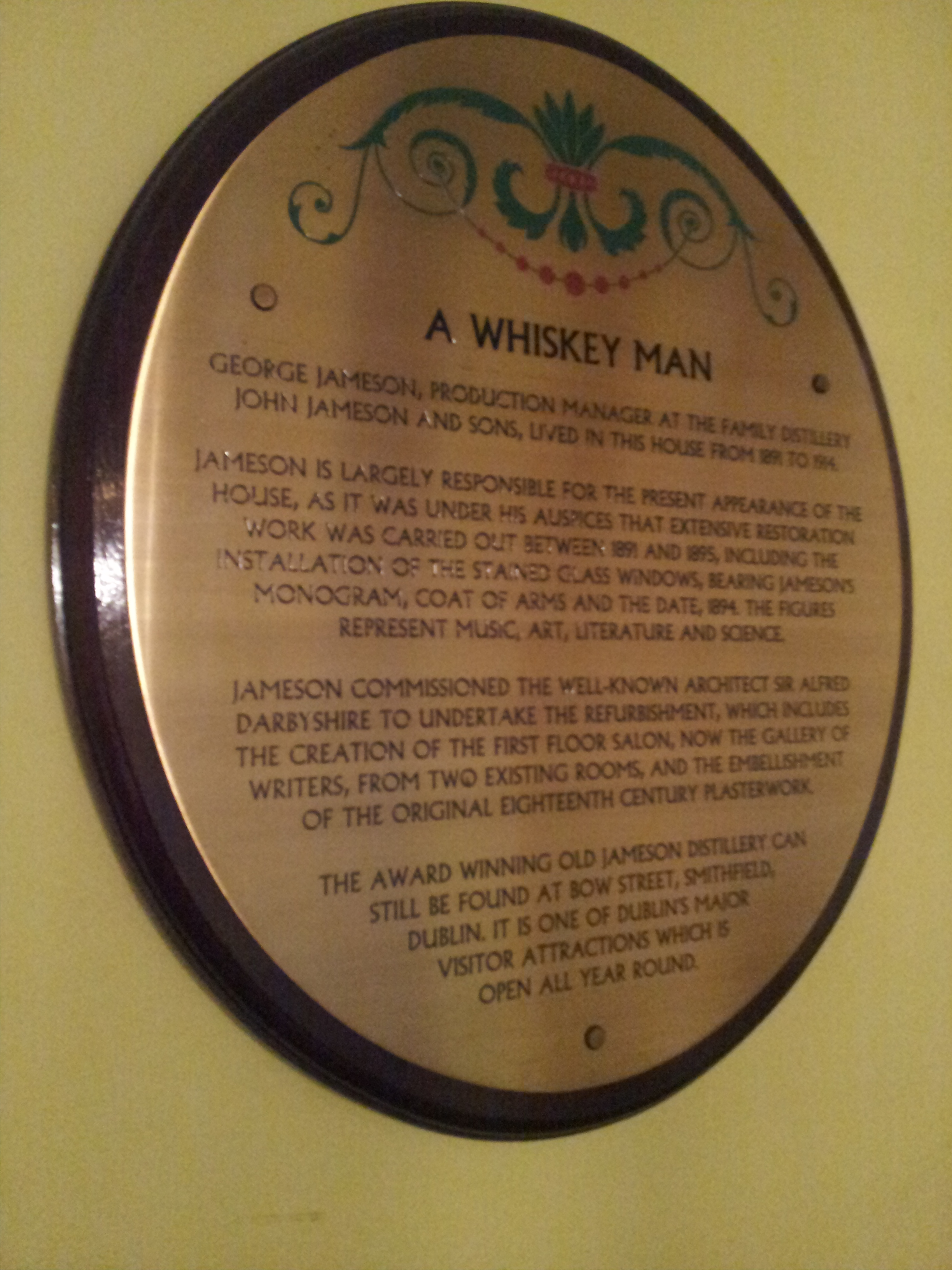
ジョージ・ジェムソンを記念する銘板

1970年代からジャーナリストのモーリス・ゴラムにより創設が提案されていた。「アイルランド文学に対する関心」を高めることを目的とし、1991年11月18日にダブリン・ツーリズムの運営により開館した。パーネル・スクエア18番地にあり、18世紀の建築物2棟からなっている。ジェムソン・アイリッシュ・ウイスキーの社主であるジェムソン一族の息子ジョージ・ジェムソンが所有していたジョージアン様式の赤レンガの邸宅を使用していた。スタッコ職人であるマイケル・ステイプルトンが内装を手がけた。文学館創設に尽力したゴラムの名前を冠したゴラム・ライブラリーも上層階にもうけられた。別棟にコーヒーショップ、書店、講義室などがあった。
2011年10月5日、デイヴィッド・ノリスはダブリン・ライターズ・ミュージアムでアイルランド大統領選挙にそなえて選挙運動を開始した。
2012年にダブリン・ツーリズムがフォールチャ・アイルランドに吸収されたため、ミュージアムの運営もフォールチャ・アイルランドに移行した。
2020年3月に新型コロナウイルス感染症の世界的流行に伴うロックダウンによって閉館した。 2020年にフォールチャ・アイルランドがミュージアムの将来に行った報告において、現代の水準からするとミュージアムが時代遅れになっているという結論が出たため、2022年をもって操業が停止されることに決まった 。スタッフのうち2名は退職し、他の2名はフォールチャ・アイルランドの別の仕事に異動となった。閉館後も所蔵品はフォールチャ・アイルランドが管理している。
パーネル・スクエア18番地の建物については、地元出身の著名なステンドグラス作家であるハリー・クラークを記念する美術館に再利用する計画がある。

## 収蔵品

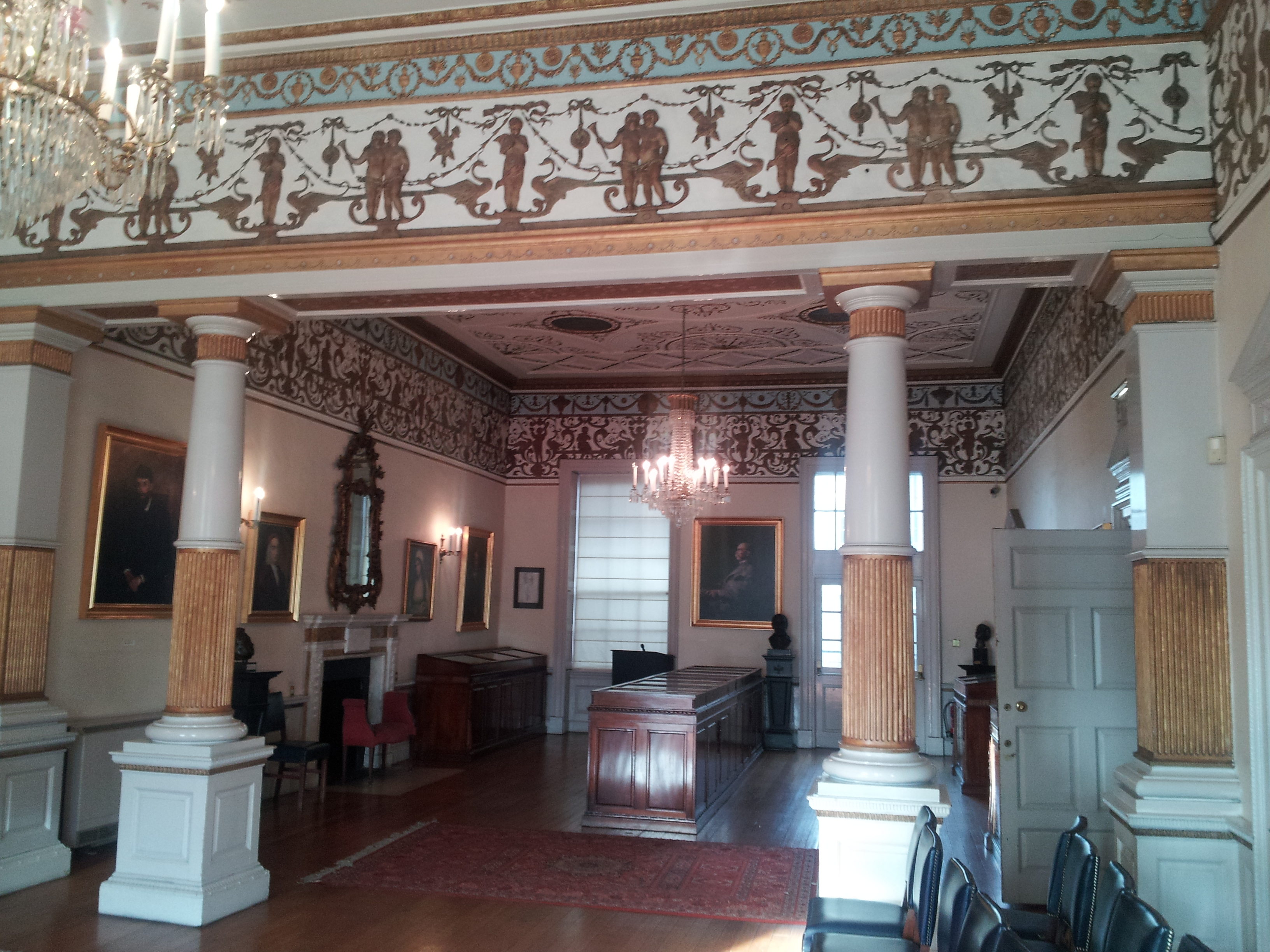
内装

アイルランド文学、世界文学、ダブリンの文学に対して貢献があると認められたアイルランドの作家に関するものを収集していた。ジョナサン・スウィフト、オスカー・ワイルド、ブラム・ストーカー、ジョージ・バーナード・ショー、ジェイムズ・ジョイス、サミュエル・ベケット、ウィリアム・バトラー・イェイツ、パトリック・キャヴァナ、ブレンダン・ビーハン、シェイマス・ヒーニー、エドナ・オブライエン、ブライアン・フリール、ロディ・ドイル、マーティン・マクドナー、コルム・トビーンなど、アイルランド国外で暮らしていた人物も含めて幅広い作家に関連する手稿や初版本、肖像画、遺品などを収蔵していた。ジョナサン・スウィフトのコーヒーポット、ブラム・ストーカーの『吸血鬼ドラキュラ』の初版本やサミュエル・ベケットの電話、ジェイムズ・ジョイスのタイプライター、ブレンダン・ビーハンの組合員証などを展示していた。『ケルズの書』のレプリカも所蔵していた。「アイルランド文学の巨人たち」にかかわるさまざまなものを陳列していたが、一方で展示の対象となっている作家の多くが男性で物故者であるということも指摘されていた。

## 近隣
隣のパーネル・スクエア19番地にはアイリッシュ・ライターズ・ユニオン、アイルランド劇作家協会、アイルランド児童図書トラスト、アイルランド翻訳家協会の事務所がある。ヒュー・レーン・ギャラリ－がその隣にある。アイルランドの自由のために戦った人々を祈念するガーデン・オブ・リメンブランスが向かい側にある。